# 라파엘 에르난데스

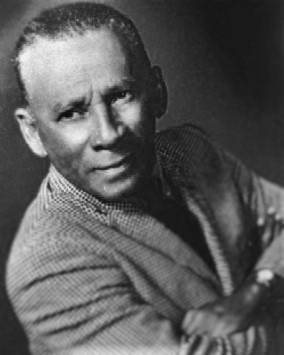

라파엘 에르난데스(Rafael Hernandes, 1893년 경 ~ 1965년)는 푸에르토리코의 작곡가이다. 아과디야에서 태어났다. 젊어서 뉴욕에 진출해 1926년에 트리오 보린켄을, 1934년 여름에는 퀸텐 빅토리아를 결성하는 등 미국에서의 라틴 음악 보급에 앞장섰다. 1930년대에 룸바가 유행을 하자 그 풍조에 편승해 그의 작품 〈카치타〉와 〈룸바 탐바〉가 히트 그도 악단을 이끌고 연주를 하였으며, 그 후 고향 푸에르토리코에 돌아와 작곡활동에 전념하였다. 〈라멘트 보린카노〉, 〈수정의 종〉, 〈엘 쿤반첼로〉 등의 수많은 명작을 남기고 1965년 12월에 72세의 나이로 사망하였다.